# Gerson Goldhaber
Gerson Goldhaber (20 de fevereiro de 1924 — 19 de julho de 2010) foi um físico de partículas e astrofísico estadunidense. É um dos descobridores do méson D, que confirmou a existência do quark charm. Trabalhava no Laboratório Nacional de Lawrence Berkeley com o Supernova Cosmology Project, como professor emérito de física na Universidade da Califórnia em Berkeley, e como professor da escola de pós-graduação em astrofísica de Berkeley.

## Prêmios e condecorações
- 1972-73 - Bolsista Guggenheim no CERN[4][5]
- 1976-77 - Morris Loeb Lecturer in Physics, Harvard University[4]
- 1977 - Eleito membro da Academia Nacional de Ciências[4]
- 1977 - California Scientist of the Year award, por seu trabalho sobre os mésons charmosos[4]
- 1982 - Eleito como membro estrangeiro da Academia Real Sueca[4]
- 1991 - Prêmio Panofsky da American Physical Society em reconhecimento por sua descoberta dos mésons charmosos[6]
- Fellow da American Physical Society[4]